# Beursgebouw
Een beursgebouw is een gebouw waarin gehandeld wordt in financiële producten zoals aandelen, obligaties, opties, krediet of verzekeringen. En/of commoditeiten zoals graan, diamanten of olie.

## Geschiedenis

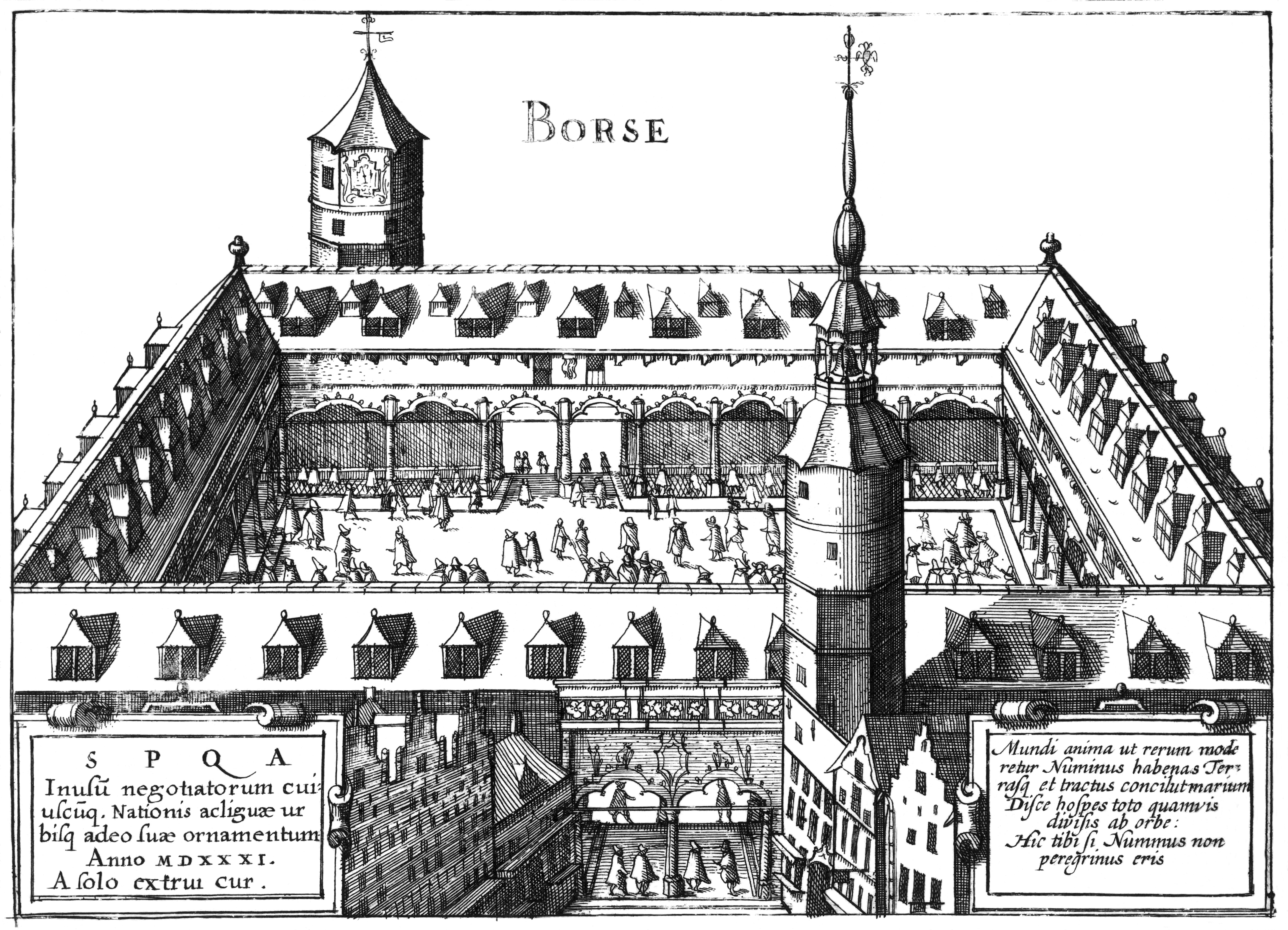
Het Antwerpse beursgebouw van 1531.

In de Romeinse oudheid werd gehandeld in de basilica. In de Middeleeuwen kwamen handelaren in Brugge bijeen in de herberg van een familie Van der Buerse. Dit huis lag aan het Oude Beursplein, samen met vertegenwoordigingshuizen van belangrijke Italiaanse handelssteden. Op en aan het plein verzamelden kooplieden zich voor internationale financiële handel. Vanuit Brugge zou het idee van een beurs zich over Europa hebben verspreid.
In Antwerpen kregen kooplieden in 1485 toestemming om een eigen gebouw te gebruiken voor de handel, de Oude Beurs. In 1531 kregen de kooplieden een nieuw complex, de Handelsbeurs. Dit was een rechthoekig plein op de kruising van twee straten, met bebouwde galerijen rondom het plein. Dat model zou later gekopieerd worden in andere steden. Als eerste in Londen door de Royal Exchange die in 1571 officieel geopend werd. Rotterdam volgde in 1595 en Amsterdam in 1611.
Over de eeuwen zijn de beursgebouwen herbouwd en/of gemoderniseerd met nieuwe (overkappings)technieken. Ook wat verhandeld wordt en hoe dat gebeurt heeft zich ontwikkeld. Zo is door digitalisering de iconische open outcry op de beursvloer uit veel beursgebouwen verdwenen.

## Geschiedenis van beursgebouwen per stad

### Amsterdam
In Amsterdam ontmoetten handelaren elkaar aanvankelijk in de galerij van het stadhuis, maar in 1608-1609 werd aan het Rokin, bij de Dam, de eerste Amsterdamse beurs gebouwd. Het gebouw was ontworpen door Hendrick de Keyser. De beurs speelde een belangrijke rol in het economische succes van de stad tijdens de Gouden Eeuw. In 1835 werd het gebouw gesloopt. Het beurspoortje, de onderdoorgang van de Dam naar het Rokin, herinnert nog aan deze beurs. (Het huidige beurspoortje is echter niet het originele poortje; dit werd in 1912 werd weggehaald en ligt nu opgeslagen op de werf van Bureau Monumentenzorg.)
Jan David Zocher ontwierp een nieuw beursgebouw. Het leek op een Griekse tempel, en werd op 10 september 1845 door koning Willem II geopend. In het jaar 1884 schreef de gemeente Amsterdam een prijsvraag uit voor een nieuw beursgebouw. Dit zou worden gebouwd op een pas gedempt stuk van het Damrak en moest het beursgebouw van Zocher vervangen omdat dit bouwvallig was geworden. Nadat eerst nog een plan voor verbouwing van de beurs van Zocher was gemaakt, werd ten slotte gekozen voor een door Hendrik Petrus Berlage ontworpen gebouw, dat tegenwoordig bekendstaat als de Beurs van Berlage. De beurs van Zocher werd in 1903 afgebroken. Op deze plaats staat tegenwoordig warenhuis De Bijenkorf.

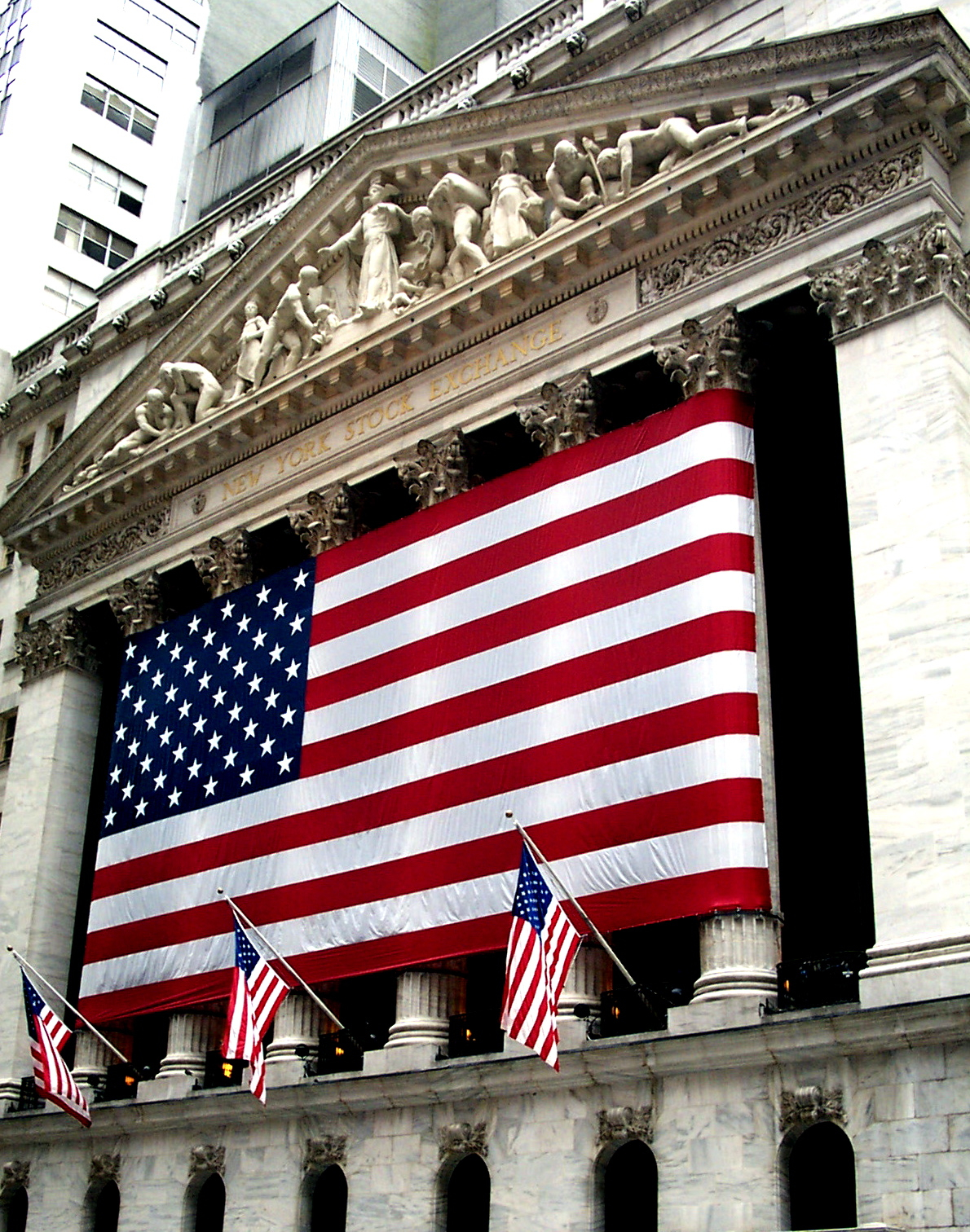
De New York Stock Exchange aan Wall Street

### New York
In New York tekenden 24 effectenhandelaren op 17 mei 1792 een overeenkomst onder een boom in Wall Street. Op 8 maart 1817 werd de organisatie New York Stock & Exchange Board genoemd. Ze huurden voor 200 dollar per maand een kamer op nummer 40 en kwamen daar regelmatig bijeen. In 1903 werd een nieuw beursgebouw geopend op Wall Street nummer 11. Dit is waarschijnlijk het bekendste beursgebouw ter wereld.

### Rotterdam
In 1595 opende de eerste Beurs in Rotterdam, aan het net voltooide Haringvliet. Al snel kwam de vraag voor een nieuw gebouw, in 1635 werd De Beurs aan de Blaak geopend. Dit was vlak naast de net geopende Rotterdamse Wisselbank, dat een sleutelrol speelde in het handelsverkeer. Een eeuw in 1736 later werd weer een nieuw gebouw betrokken, ook De Beurs genoemd. De binnenplaats daarvan is in 1867 voorzien van een glazen overkapping, naar ontwerp van stadsarchitect W.N. Rose. Door het bombardement op Rotterdam is dit gebouw in 1940 verwoest.
In 1936 was men al begonnen aan een nieuw beursgebouw aan de Coolsingel, in de stijl van het Nieuwe Bouwen. Als een van de weinige centrumgebouwen is die het bombardement goed doorgekomen, en in 1941 is het gebouw geopend. In 1986 is het uitgebreid met de kenmerkende groene ellipsvormige toren.

## Bekende beursgebouwen

### België
- Beurs van Brussel
- Handelsbeurs (Antwerpen)
- Huis Ter Beurze (Brugge)

### Nederland
- Beurs van Berlage (Amsterdam)
- Beursgebouw (Vlissingen)
- Korenbeurs (Groningen)

### Overig
- Royal Exchange, Londen
- Palais de la Bourse, Marseille
- New York Stock Exchange, New York
- 1 Hanover Square of New York Cotton Exchange, New York
- Børsen, Kopenhagen